# 만경 노씨
만경 노씨(萬頃盧氏)는 전북특별자치도 김제시 만경읍을 본관으로 하는 한국의 성씨이다.

## 역사
평양 노씨(平壤盧氏)의 시조 노판(盧坂)은 도시조 노수(盧穗)의 여덟째 아들로 신라 진흥왕 때 요동양척(遼東攘斥)의 공으로 평양백(平壤伯)에 봉해졌다고 한다.
그러나 선계를 실전하여, 고려 명종 때에 은자광록대부, 이부상서 등을 지내고 평장사에 올라 만경군에 봉해진 노극청(盧克淸)을 1세조로 한다.

## 인물
- 노혁(盧革)은 문과에 급제하여 사재감부정, 사헌부장령을 거쳐 1434년(세종 16)에 홍주목사를 역임하였다. 노혁 왕지가 남아 있는데, 조선 초기 진사(進士) 급제 왕지로 성균생원 노혁이 1401년(태종 1, 건문(建文)3) 진사 23인으로 입격한 왕지로 표구된 상태로 족자 하단에 ‘崇禎三甲戌(1754년)’에 光山金鎭商이 쓴 발문(跋文)이 붙어있다. 발문에는 왕지를 받게 된 연유와 집안에 세전된 상황, 노혁이 역임한 관직 등이 기록되었다.
- 노숙(盧璛, 1587년 ~ 1656년) : 자는 문백(文伯), 호는 관류당(觀流堂)이다. 임진왜란 당시 금산전투에서 순절한 노응환(盧應晥, 1555~1592)의 넷째 아들로 태어났다. 1624년(인조 2) 인조가 이괄(李适)의 난(亂)을 피하여 공산성 쌍수정에 파천하여 있을 때, 군량미 300석을 상납하여 왕과 군사들이 굶주리지 않게 하였다. 왕은 노숙의 충절을 가상히 여겨 오위도총부부총관을 제수(除授)하고 금배와 옥저를 하사하였다고 한다.
- 노상선(盧象善, 1932년 ~ ) : 제5대 대전 서구청장
- 노영기(盧永起, 1947년 ~ ) : 중앙대학교 경제학부 교수
- 노석선(盧石善, 1958년 ~ ) : 대전대학교 한의예과 교수
- 노응환(盧應晥, ? ~ 1592년):  1592년 임진왜란이 일어나자, 스승 조헌을 따라 의병에 자원하여 청주에서 왜적을 격파하였다. 이어 금산전투에서 용전하다가 조헌 및 칠백의사와 함께 전사하였다. 고향에 정문이 세워지고 지중추부사에 추증되었다. 노씨(盧氏)의 3의사(三義士)로 불리고 있다.

## 인구
- 1985년 5,862명
- 2000년 5,181명
- 2015년 7,435명

## 문화재
- 노혁 왕지
- 공주 귀산리 만경노씨 삼의사 생가지
- 충신 노숙 정려

## 같이 보기
- 광주 노씨
- 교하 노씨
- 풍천 노씨
- 장연 노씨
- 안강 노씨

## 참고 자료
- “만경노씨(萬頃盧氏)”. 뿌리를 찾아서.[깨진 링크(과거 내용 찾기)]